# Nora socken, Ångermanland

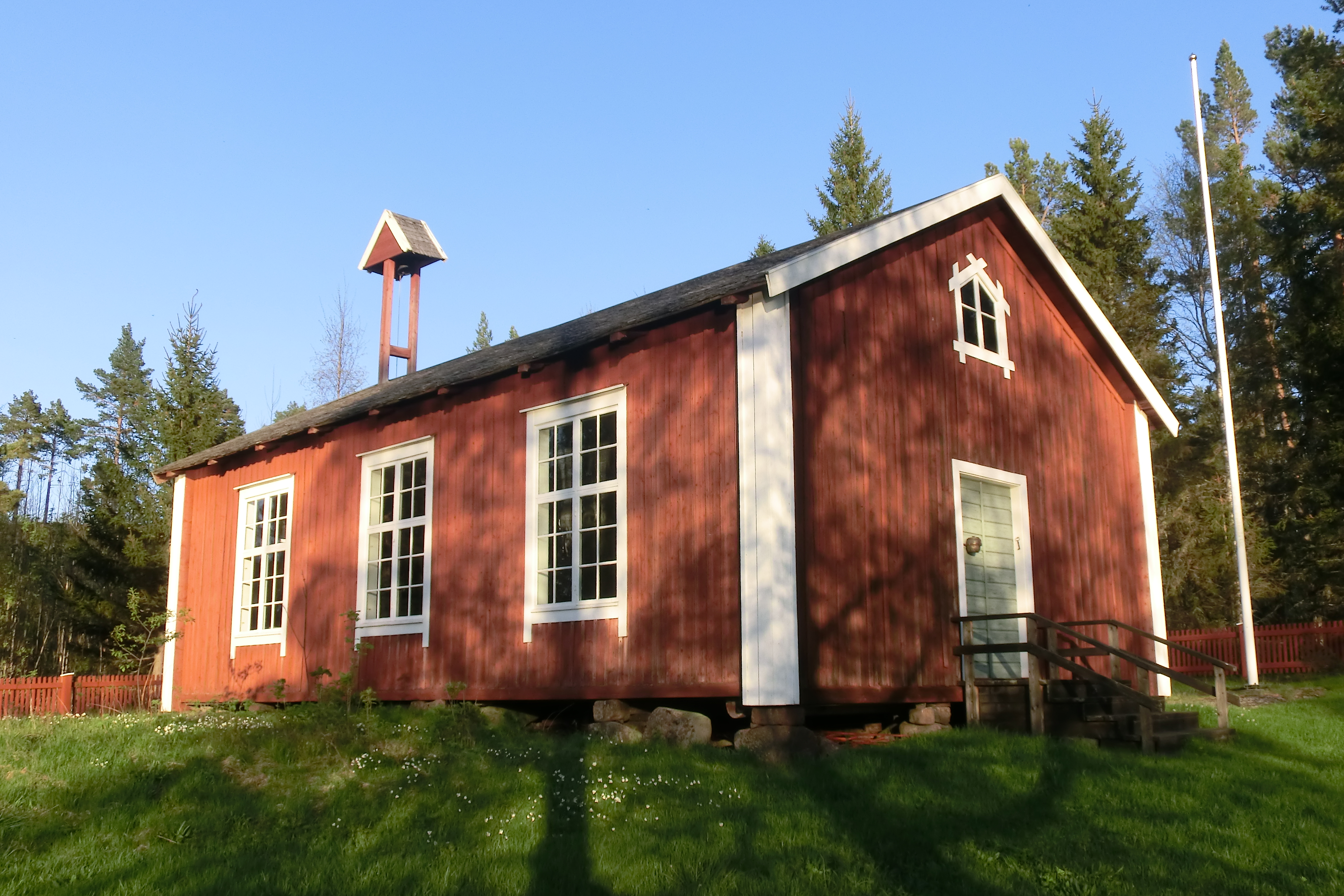
Berghamns kapell

Nora socken i Ångermanland ingår sedan 1974 i Kramfors kommun och motsvarar från 2016 Nora distrikt.
Socknens areal är 188,20 kvadratkilometer, varav 170,90 land. År 2000 fanns här 1 239 invånare. En del av tätorten Klockestrand samt sockenkyrkan Nora kyrka ligger i socknen. 

## Administrativ historik
Nora socken har medeltida ursprung. På medeltiden utbröts Skogs socken.
Vid kommunreformen 1862 övergick socknens ansvar för de kyrkliga frågorna till Nora församling och för de borgerliga frågorna bildades Nora landskommun. Landskommunen inkorporerades 1952 i Nora och Skogs landskommun som året därpå tog namnet Noraströms landskommun vilken sedan 1974 uppgick i Kramfors kommun. Församlingen uppgick 2006 i Nora-Skogs församling.
1 januari 2016 inrättades distriktet Nora, med samma omfattning som församlingen hade 1999/2000.  
Socknen har tillhört fögderier, tingslag och domsagor enligt vad som beskrivs i artikeln Ångermanland.  De indelta båtsmännen tillhörde Andra Norrlands förstadels båtsmanskompani.

## Geografi
Nora socken ligger norr om Ångermanälvens mynningsvik vid Nora- och Gaviksfjärdarna och är en del av Höga kusten. Socknen har odlingsbygd vid vattnen och är i övrigt en starkt kuperad sjörik skogsbygd med höjder som når 278 meter över havet.
Mitt i Ångermanälven, nedströms Sandöbron gränsar socknen mot Gudmundrå socken på andra sidan älven. Cirka 1 km väster om Vargön och mitt i älven cirka 3 km uppströms Högakustenbron ligger "tresockenmötet" Nora-Gudmundrå-Högsjö. Härifrån och till Storfjärdens mitt (en sträcka på ca 10 km) gränsar socknen mot Högsjö socken i Härnösands kommun. Från Storfjärdens mitt går gränsen mot Hemsö socken österut och passerar mitt mellan Hemsön i söder och Vålsudde i Nora socken. Längst ut mot Bottenhavet ligger Storön med Storöns naturreservat.
Europaväg 4 kommer in i socknen via Högakustenbron, som har sitt norra landfäste på Hornöberget (122 m ö.h.) strax intill Ångermanälvens mynningsviks mynning. Berget vetter mot havet och innanför berget ligger småorten Nyadal. Högakustenbrons besökscenter ligger också i anslutning till brofästet.
Nordöst i socknen sticker halvön med fiskeläget Berghamn ut. Vid Berghamn finns ett kapell. Helt i nordost i socknen ligger Gaviksfjärden av Bottenhavet. Mitt i fjärden går gränsen mot Nordingrå socken. Här ligger byn Gavik. Sockengränsen mot Nordingrå går över land från Sandviksudden cirka 4 km mot nordväst till en punkt nordväst om Salteåsen. Här ligger "tresockenmötet" Nora-Nordingrå-Skog. Nora socken gränsar härifrån och i norr mot Skogs socken. E4-bron över Storsjön ligger i Nora socken. Väster om bron går sockengränsen mot Skog mitt i sjön till dess västra ände. Strax söder om Gålåberget ligger "tresockenmötet" Nora-Skog-Bjärtrå. Härifrån gränsar Nora socken i nordväst mot Bjärtrå socken på en sträcka av ca 4 km. Klockestrand ligger i socknen, vars gräns mot Bjärtrå går en bit upp på den östra delen av Sandöbron. Gränsen går från bron ut i älven till "tresockenmötet" Nora-Bjärtrå-Gudmundrå mitt i älven söder om Sandö (som ligger i Bjärtrå).

## Byar
- Allsta
- Berg
- Bergdal
- Berge
- Berghamn
- Björås
- Bredsätter
- Bölen
- Bölesta
- Eden
- Folkja
- Frök
- Gavik
- Grubbe
- Gräta
- Grönsvik
- Grötom
- Gålsjö
- Hol
- Hornö
- Höven
- Kallsta
- Klocke
- Klockestrand
- Lövvik
- Nordvik
- Nyadal
- Ramsta
- Rossvik
- Ry
- Rystrand
- Rösätt
- Salom
- Skallsta
- Skullersta
- Svartnora
- Tjärned
- Torrom
- Utvik
- Ärsta
- Östanö

## Namnet
Namnet (1344 Norum) kommer troligen från ett område vid kyrkan och innehåller plural av nor, 'smalt vatten som förenar två öppna vattenpartier' syftande på sundet mellan kyrkplatsen och Norafjärden.

## Historia
Cirka 80 gravrösen från bronsåldern har påträffats samt gravhögar från järnåldern.
Nora socken är en av Ångermanlands äldsta socknar och av medeltida skatter att döma var församlingen vidsträckt och förmögen. Den nämns i 1314 års sexårsgärd. Den förste kyrkoherden känd till namn är Johannes Olai på 1400-talet från Helga lekamagillet i Stockholm. 
1798 blev Nora socken prebende åt en lektor, och 1808 prebende åt biskopen i Härnösands stift. Först 1871 fick socknen en egen kyrkoherde.

## Befolkningsutveckling
| Befolkningsutvecklingen i Nora socken, Ångermanland 1780–1990                                            | Befolkningsutvecklingen i Nora socken, Ångermanland 1780–1990 | Befolkningsutvecklingen i Nora socken, Ångermanland 1780–1990 | Befolkningsutvecklingen i Nora socken, Ångermanland 1780–1990 | Befolkningsutvecklingen i Nora socken, Ångermanland 1780–1990 |
| --- | ------------------------------------------------------------- | ------------------------------------------------------------- | ------------------------------------------------------------- | ------------------------------------------------------------- |
| |                                                               |                                                               |                                                               |                                                               |
| År |                                                               |                                                               | Folkmängd                                                     |                                                               |
| 1780 | 1780                                                          |                                                               | 1 406                                                         |                                                               |
| 1790 | 1790                                                          |                                                               | 1 416                                                         |                                                               |
| 1810 | 1810                                                          |                                                               | 1 470                                                         |                                                               |
| 1820 | 1820                                                          |                                                               | 1 741                                                         |                                                               |
| 1830 | 1830                                                          |                                                               | 2 023                                                         |                                                               |
| 1840 | 1840                                                          |                                                               | 2 215                                                         |                                                               |
| 1850 | 1850                                                          |                                                               | 2 421                                                         |                                                               |
| 1860 | 1860                                                          |                                                               | 2 517                                                         |                                                               |
| 1870 | 1870                                                          |                                                               | 2 507                                                         |                                                               |
| 1880 | 1880                                                          |                                                               | 2 673                                                         |                                                               |
| 1890 | 1890                                                          |                                                               | 2 916                                                         |                                                               |
| 1900 | 1900                                                          |                                                               | 3 369                                                         |                                                               |
| 1910 | 1910                                                          |                                                               | 4 095                                                         |                                                               |
| 1920 | 1920                                                          |                                                               | 3 983                                                         |                                                               |
| 1930 | 1930                                                          |                                                               | 3 700                                                         |                                                               |
| 1940 | 1940                                                          |                                                               | 3 293                                                         |                                                               |
| 1950 | 1950                                                          |                                                               | 2 923                                                         |                                                               |
| 1960 | 1960                                                          |                                                               | 2 261                                                         |                                                               |
| 1970 | 1970                                                          |                                                               | 1 541                                                         |                                                               |
| 1980 | 1980                                                          |                                                               | 1 342                                                         |                                                               |
| 1990 | 1990                                                          |                                                               | 1 294                                                         |                                                               |
| Anm: Källor: Umeå universitet - Tabellverket 1749-1859, Demografiska databasen, CEDAR, Umeå universitet. |                                                               |                                                               |                                                               |                                                               |